# Courtney Hodges
Courtney Hicks Hodges (5 de gener de 1887 – 16 de gener de 1966) va ser un oficial de l'exèrcit dels Estats Units, destacant sobretot pel seu paper durant la Segona Guerra Mundial, on comandà el 1r Exèrcit al Nord-oest d'Europa.

## Biografia
Hodges va néixer a Perry, Georgia, on el seu pare publicava un diari local. Anà a West Point, però hagué de marxar un any després, juntament amb George Patton pels seus pobres resultats acadèmics (deficient en matemàtiques). Això no obstant, el 1906 s'allistà a l'Exèrcit dels Estats Units com a soldat i arribà a oficial tres anys després. Serví amb George Marshall a les Filipines i amb Patton a Mèxic.

### Primera Guerra Mundial i Anys d'entreguerres
Guanyà la Creu del Servei Distingit durant els darrers dies de la I Guerra Mundial, mentre que comandava un atac al Riu Marne. Després de la guerra va ser instructor a West Point, tot i que no s'havia graduat en aquella institució.
El 1938 va ser Comandant Assistent de l'Acadèmia d'Infanteria de l'Exèrcit dels Estats Units, i el 1941 esdevingué el comandant.

### Segona Guerra Mundial
Al maig de 1941 va ser promogut a Major General i li foren atorgats diversos comandaments, entre ells Cap d'Infanteria, fins que finalment rebé un comandament al front, el 10è Cos el 1942. El 1943, mentre que comandava tant el 19è cos com el Tercer Exèrcit va ser enviat al Regne Unit, on serviria a les ordres del General Omar Bradley. Durant l'Operació Overlord va estar subordinat a Bradley com a Comandant Assistent del 1r Exèrcit, però a l'agost de 1944 succeí a Bradley quan aquest prengué el comandament del 12è Grup d'Exèrcits.
Les tropes de Hodges van ser les primeres a veure París, i llavors les dirigí cap a Alemanya. Van lluitar en la batalla del Bosc de Hürtgen i van tenir un paper principal a la batalla de les Ardenes. El Primer Exèrcit va ser la primera unitat a creuar el Rin, emprant el pont Ludendorff a Remagen i trobant-se amb l'Exèrcit Roig prop de Torgau, al riu Elba. Hodges va ser promogut a General el 15 d'abril de 1945, convertint-se en el segon home, després de Walter Krueger, arribant a General des de Soldat ras.
Al maig de 1945, després de la rendició alemanya, Hodges i les seves tropes van haver-se de preparar per a la invasió del Japó; preparatius que no van ser necessaris quan la bomba atòmica va fer que el Japó es rendís aquell mateix any. Hodges va estar present a les rendicions tant d'Alemanya com del Japó.

### Darrers anys
Després de la II Guerra Mundial, serví com a Comandant del 1r Exèrcit amb seu a Governors Island, Nova York fins al seu retir al març de 1949. Va morir a San Antonio, Texas el 1966.

## Condecoracions
- Creu del Servei Distingit (3)
- Medalla del Servei Distingit a l'Exèrcit (3)
- Estrella de Plata
- Estrella de Bronze
- Medalla de la Victòria a la I Guerra Mundial
- Medalla de la Campanya Americana
- Medalla de la Campanya Europea-Africana-Orient Mitjà
- Medalla de la Victòria a la II Guerra Mundial